# Слободоумна странка
Слободоумна странка (Szabadelvű párt) је настала 1875. после фузије умерене опозиције Калмана Тисе и владајуће Деакове странке. Пошто је Ференц Дејак убрзо преминуо (јануара 1876), водећу улогу у странци је заузео Калман Тиса, који је у међувремену постао и председник угарске владе. Слободоумна странка се залагала за очување Аустро-угарске нагодбе од 1867. године, иако је Тиса често у јавности изражавао потребу проширења самоуправе Угарске. У економском погледу Слободоумна странка је тежила ка индустријализације земље, док је националној политици подупирала мађаризацију немађарских народа Угарске.